# Slenk van het Reitdiep
De Slenk van het Reitdiep (meestal kortweg Slenk) is een 5 km lang vaarwater dat onderdeel uitmaakt van het Lauwersmeer.
Het water kan worden gezien als de voortzetting van het Reitdiep in de tijd dat de Lauwerszee nog niet was afgedamd. Het begint bij de Zoutkamperril en eindigt bij de uitmonding van het Dokkumerdiep (Fries: Dokkumer Djip). Van daar stoomt het water via het Vaarwater naar Oostmahorn naar de haven van Lauwersoog. 
Het midden van het vaarwater komt nagenoeg overeen met de grens tussen de provincies Groningen en Friesland.
De Slenk heeft nog enkele zijtakken (voormalige prielen):
aan de Groninger noordzijde
- het Jaap Deensgat
- de Vlinderbalg
- het Stropersgat, een gegraven verbinding met het Oude Robbengat, door de Zuidelijke Ballastplaat

aan de Friese zuidzijde
- de Babbelaar, die zich vertakt in
  - het Rechtuit
  - het Middengat
- het Simonsgat

Op het Stropersgat na zijn deze gesloten voor (plezier)vaart.
Het vaarwater is betond met bakens die van S1 tot en met S28 zijn gecodeerd. 